# Herbert Conrad
Herbert Conrad  (* 15. März 1923 in Thedinghausen; † 11. Oktober 1985 in Bremen) war ein deutscher Unternehmer  und Eigentümer der Firmengruppe Lexzau, Scharbau in Bremen.

## Biografie

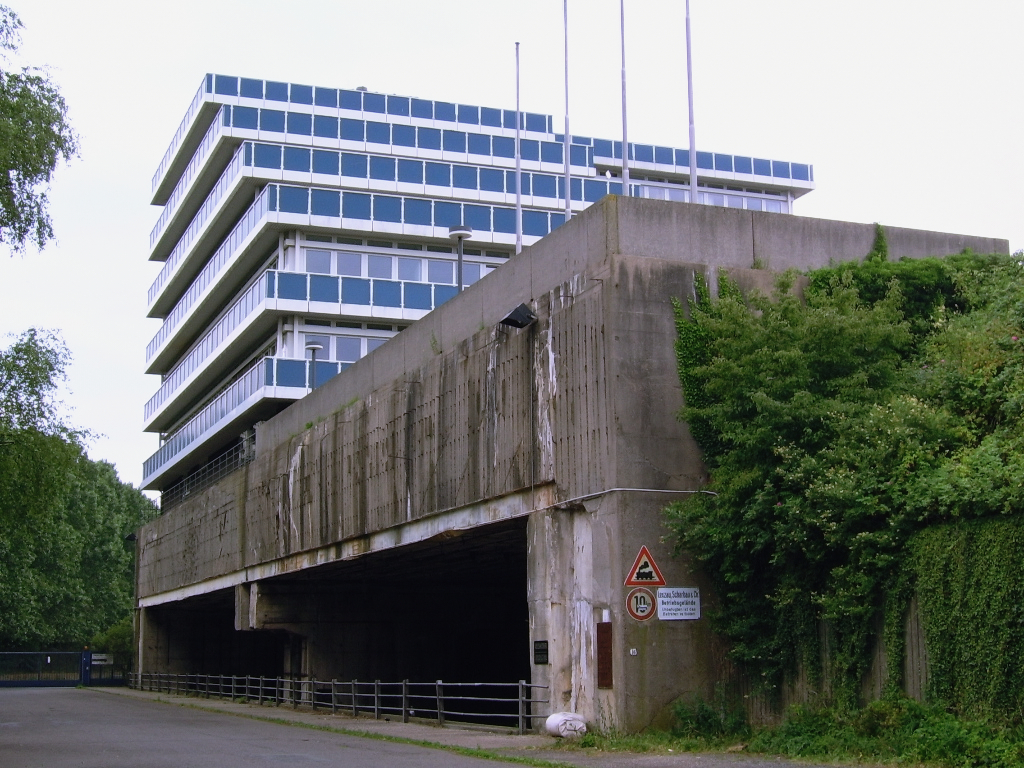
Firmenzentrale in Bremen-Häfen

Conrad absolvierte eine Lehre bei der Speditionsfirma Lexzau, Scharbau & Co., die damals noch in Hamburg ansässig war. Er war im Zweiten Weltkrieg Fluglehrer. 1945 kehrte in seine Firma zurück. Hier war er maßgeblich am Wiederaufbau des Logistikunternehmens beteiligt. 1946 konnte das erste Büro in Bremen am Bremer Domshof eröffnet werden. 1959 wurde Conrad Teilhaber der Firma und 1970 dann Alleininhaber. 1963 gründete er eine Firma, die den Straßengüterverkehr auf die Schiene verlegt. Daraus ging der Seehafen-Spezialist Anker Transport-Gesellschaft hervor. 1969 bezog das Unternehmen das neue Verwaltungsgebäude im Bremer Stadtteil Häfen in der Kap-Horn-Straße. Er baute das Unternehmen zu einem weltweiten Speditionsimperium aus.
Sein Sohn Jörg Conrad ist seit 1992 Geschäftsführer des Unternehmens mit  (2013) rund 1600 Mitarbeitern und weltweit mit 42 eigenen Gesellschaften unter der Bezeichnung Leschaco. 